# Ultraman (Tsuburaya Productions)
Ultraman (ウルトラマン?, Urutoraman), anche conosciuto come Ultraman Hayata, è un personaggio televisivo immaginario protagonista dell'omonimo franchise. Ha debuttato nell'episodio pilota della sua serie televisiva del 1966 con lo stesso nome, intitolata "The Birth of Ultraman". È il primo eroe tokusatsu lanciato dal franchise, per estensione, dalla Tsuburaya Productions. La sua apparizione nel mondo dello spettacolo ha contribuito a generare il genere Kyodai Hero con innumerevoli spettacoli come Godman e Iron King. Ultraman comparve per la prima volta come personaggio del titolo insieme al suo ospite umano Shin Hayata nella serie televisiva giapponese del 1966, Ultraman, che andò in onda per 39 episodi. Dopo il successo di Ultraman, Tsuburaya creò un'altra serie di eroi Kyodai come parte del loro progetto del franchise, Ultraseven. Sebbene entrambe le serie condividessero lo stesso genere con eroi molto simili, originariamente non c'era alcuna relazione tra i due. Fu solo con La Ripresa di Ultraman, quattro anni dopo, nel 1971, che sia Ultraman che Ultra Seven si unirono nella stessa storia. Questo evento ha cementato la decisione di Tsuburaya Productions di far sì che la serie Ultra continuasse a seguire la tendenza di concentrarsi su un Ultraman ad ogni nuovo capitolo. L'eroe gigante rosso e argento originale ha goduto di una lunga serie di popolarità e ha continuato ad apparire in varie opere della serie Ultra. Oltre a questo, ha anche molti marchi di popolarità che lo rendono memorabile fino ad oggi: il suo Color Timer, la posizione Specium Ray e il suo famoso grido "Shuwatch" (シュワッチ, Shuwatchi).
Nella serie, i grugniti di Ultraman e il suo iconico grido "Shuwatch" furono forniti da Masao Nakasone (中曽根雅夫, Nakasone Masao), che in seguito lo avrebbe doppiato come personaggio reale nell'episodio 33 durante la sua lotta con Alien Mefilas. I suoi dialoghi negli episodi 1 e 39 sono stati forniti da Hisashi Kondō (近藤久, Kondō Hisashi) mentre nell'episodio 15 è stato doppiato da Koji Ishizaka (石坂 浩二, Ishizaka Kōji), il narratore degli episodi da 1 a 19. Nelle apparizioni successive, Ultraman riutilizzò il grugnito di Masao mentre la sua voce era fornita da Susumu Kurobe (l'attore di Shin Hayata) o semplicemente senza parole durante il tempo sullo schermo. L'attore di Ultraman era Bin Furuya (古谷敏, Furuya Bin) durante la stagione originale. In seguito avrebbe interpretato il membro dell'Ultra Guardia Amagi, uno dei personaggi della serie successiva, Ultraseven. Ultraman comparve nelle opere successive della serie Ultra, interpretato da vari doppiatori e attori. Anche se Susumu Kurobe ha ripreso il suo ruolo di Hayata o ha fornito la voce di Ultraman stesso a volte (anche se i suoi grugniti sono stati ancora riutilizzati dal defunto Masao Nakasone), ci sono altre occasioni in cui è stato doppiato da altri doppiatori.
In Giappone, il marchio Ultraman ha generato 7,4 miliardi di dollari di entrate di merchandising dal 1966 al 1987 Ultraman è stato il terzo personaggio su licenza più venduto al mondo negli anni '80, in gran parte grazie alla sua popolarità in Asia.

## Creazione del personaggio
Lo scrittore Tetsuo Kinjo originariamente immaginò una creatura rettiliana intergalattica di nome Bemler come il personaggio che sarebbe diventato Ultraman. La creatura poteva crescere di dimensioni fino a 164 piedi, con il design che era un incrocio tra Garuda e Tengu. Il memorabile design di Ultraman è stato realizzato da Tohl Narita e dallo scultore di argilla Akira Sasaki, con in mente il concetto di alieno grigio. Per lo show furono create tre tute di Ultraman, tutte basate sulle dimensioni dell'attore Bin Furuya. Molti miglioramenti al design di Ultraman sono stati apportati durante la progressione della serie. Il primo seme era conosciuto come Tipo A (episodi da 1 a 13), seguito dal Tipo B (14-29) e infine dal Tipo C (30 e successivi episodi).
La tuta di tipo A aveva la sua maschera creata in plastica rinforzata con fibre (FRP) e rivestita di lattice, dando a Ultraman un volto "rugoso". La maschera era originariamente destinata ad avere un meccanismo di apertura della bocca, ma il rivestimento in lattice impediva tali funzioni. Bin Furuya ha detto che il tipo A gli si adattava male e lo costringeva a curvarsi un po'. Seguito dal deterioramento della tuta di tipo A, il tipo B è stato realizzato in seguito. La sua maschera ha rimosso il concetto di meccanismo di apertura della bocca e il rivestimento in lattice, optando invece per una copertura completa in FRP. Alcuni membri dello staff della serie non furono messi a conoscenza dei cambiamenti che erano stati fatti e furono sorpresi dal fatto che il volto di Ultraman avesse un improvviso cambiamento da un volto simile a quello di un alieno a un volto dall'aspetto di una "maschera di ferro". La maschera di tipo B aveva anche una mascella più stretta e affilata rispetto al design di tipo A. Il tipo B era anche più grande rispetto al tipo A e secondo Furuya; "Era più aderente e aveva un'imbottitura, quindi sembrava che Ultraman fosse più muscoloso". La tuta di tipo C era comunque una variante migliorata del tipo B, che presentava lievi cambiamenti nelle posizioni facciali degli occhi, della bocca e delle orecchie. Il resto del corpo di ogni tuta era una muta dipinta, una scelta di design che era stata precedentemente utilizzata per il Kemur Man di Ultra Q, la serie che ha preceduto Ultraman. Gli stivali del tipo A erano derivati dal Jika-tabi modificato, le varianti del tipo B erano scarpe a punta con cerniere nascoste e le scarpe di tipo C erano scarpe di pelle rossa dipinte d'argento.
A causa del fatto di essere realizzate con mute e latici, le tute non erano in grado di sostenere lunghi periodi di tempo. Di seguito è riportato ciò che è successo a ciascuna delle cause:
- Tipo A: è stato dismesso a causa del deterioramento, la sua maschera era invecchiata male a causa del suo rivestimento in lattice. È stato brevemente modificato in Imitation Ultraman per l'episodio 18.
- Tipo B: è stato messo in deposito dopo che la tuta di tipo C è stata commissionata. In seguito è stato rubato dal magazzino di Tsuburaya negli anni '70 e la sua posizione e il suo stato attuali sono sconosciuti, o addirittura esiste ancora.
- Tipo C: è stato consegnato allo staff di programmazione dopo la conclusione della serie. La maschera è stata rimossa in quel momento a causa del cattivo invecchiamento.

Secondo Furuya, la tuta originale di Ultraman è stata distrutta, ma questo non è stato confermato.

### Il timer del colore
La vittoria di Ultraman non fu mai assicurata, poiché i poteri di Ultraman e, in effetti, la sua stessa forza vitale, provenivano dall'energia solare, che era stata pesantemente ridotta dall'atmosfera filtrante della Terra. Il suo limite di tempo è stato dichiarato di tre minuti, anche se alcune scene lo mostrano in grado di combattere mentre supera questo limite.
Quando Ultraman apparve per la prima volta, il suo Color Timer (カラータイマー, Karā Taimā, o "spia di avvertimento" negli Stati Uniti), era di un ricco colore ciano. Con il passare del tempo, il timer a colori diventa rosso fisso, quindi inizia a lampeggiare, emettendo un segnale acustico di avviso mentre lo faceva. Quando Ultraman esaurisce l'energia, il timer del colore si spegne e diventa nero. Il timer a colori di Ultraman è collegato direttamente al suo cuore, e danneggiarlo causerà lesioni mortali o gravi dolori ad Ultraman. Ultraman e gli altri Ultra Guerrieri dell'M-78 ricevono i loro Color Timers attraverso un intervento chirurgico di modifica, nella speranza di notificare loro la riduzione dell'energia quando combattono contro le minacce dei mostri su determinati pianeti o luoghi.
Secondo Tohl Narita, Ultraman non doveva avere un limite di tempo, poiché il suo progetto originale ne era privo. Questo è stato effettivamente fatto per ridurre il costo degli effetti speciali. Il protagonista della serie successiva, Ultraseven, evitò questo problema attraverso la sua funzione "Beam Lamp" sulla fronte, ma i successivi Ultra Warriors dopo Seven, tuttavia, tornarono alla tendenza del limite di tempo. La mancanza di Color Timer di Sette è stata spiegata da Tsuburaya a causa dei suoi primi giorni come ufficiale non combattente, essendo stato originariamente inviato solo per osservare la Via Lattea prima di essere più intimamente coinvolto negli affari della Terra.

### Denominazione
Il nome Ultraman era originariamente il modo in cui l'astronauta alieno della Nebula M78 si chiamava quando parlò con un Hayata in coma della fusione delle loro forme come risarcimento per l'incidente che causò la collisione delle loro navi. Dopo la prima battaglia di Ultraman con il mostro Bemular, Ide chiede ad Hayata quale sia il nome dell'eroe; Hayata risponde: "'Ultraman' suona bene?" Questo originariamente implicava che il nome fosse stato concepito da Hayata stesso, ma le successive apparizioni di altri alieni e Zoffy confermano che si tratta del suo vero nome.
In alcuni media, Ultraman è stato indicato come Original Ultraman (初代ウルトラマン, Shōdai Urutoraman). Risalente al 1971, l'emergere del personaggio principale della quarta serie Ultra, The Return of Ultraman, avrebbe causato confusione a causa della condivisione dello stesso nome, quindi l'originale fu chiamato Original Ultraman e la seconda incarnazione fu chiamata Ultraman II (二世ウルトラマン, Nisei Urutoraman) prima che ricevesse il proprio nome, Ultraman Jack (ウルトラマンジャック, Urutoraman Jakku) di Noboru Tsuburaya, all'epoca presidente della Tsuburaya Productions. Questo nome è anche uno dei concetti originali di Ultraman Taro ed è apparso per la prima volta in riconoscimento durante il film del 1984, Ultraman Story.
Inoltre, Ultraman Jack doveva essere Ultraman che tornava sulla Terra, ma fu creato come personaggio separato per rispetto del defunto Eiji Tsuburaya, morto nel 1970.

## Storia

### Era Showa
Ultraman è un Ultra Guerriero (ウルトラ戦士, Urutora senshi) che proviene dalla Nebulosa M78. Mentre inseguiva il mostro spaziale Bemular, si scontrò accidentalmente con l'ufficiale SSSP Shin Hayata che era in servizio di pattuglia. Sentendosi in colpa per aver avuto un ruolo nella sua morte, Ultraman unì i loro corpi e diede a Shin la Capsula Beta. Da quel giorno in poi, Ultraman difese strenuamente la Terra contro alieni e mostri, con Shin Hayata e la SSSP che lo assistevano. Mentre Hayata lavorava a fianco dei suoi compagni membri della SSSP, sarebbe passato ad Ultraman se la situazione lo avesse richiesto.
Nel finale della serie, una razza di alieni provenienti dal pianeta Zetton, e il loro kaiju d'avanguardia, Zetton (dal nome del suo pianeta d'origine), attaccano. Ultraman, aiutato dalla SSSP, combatté contro Zetton, ma prima che Zetton fosse sconfitto, ferì mortalmente Ultraman con un'arma che l'eroe non si aspettava, una che colpì direttamente il suo Color Timer/spia di avvertimento. Quel danno gli ha fatto perdere quasi tutta la sua energia all'istante.
Quando Zoffy, il superiore di Ultraman, arrivò per recuperare l'eroe caduto con una speciale energia vitale, Ultraman implorò che anche la vita di Hayata fosse risparmiata, arrivando al punto di offrire la sua nuova vita all'umano, in modo che Hayata potesse vivere come un uomo normale. Zoffy fu d'accordo con Ultraman e diede ad Hayata un'energia vitale di riserva, poi li separò, ma lasciò Hayata senza memoria tra il momento in cui si scontrò per la prima volta con la nave di Ultraman (nel primo episodio), e il momento in cui fu mostrato in piedi fuori dal Quartier Generale del Partito di Ricerca Speciale della Scienza, tenendo in mano la Capsula Beta ma apparentemente non sapendo cosa fosse o cosa facesse mentre guardava Zoffy portare Ultraman a casa. Questo è un finale della serie piuttosto diverso da quello dichiarato nel doppiaggio inglese, che affermava sia che Ultraman sarebbe tornato e che Hayata mantenne non solo la sua Capsula Beta ma anche, apparentemente, i suoi ricordi completi di tutte le sue esperienze mentre aspettava il ritorno di Ultraman. Per coincidenza, questo finale sembra essere diventato il finale definitivo di Tsuburaya, dato che Hayata riapparve diverse volte durante le successive Ultra Series come ospite di Ultraman nel momento del bisogno.
Risorgere! Ultraman diede un finale alternativo alla serie 29 anni dopo il finale della serie, dove Zoffy riunì Hayata e Ultraman dopo aver dato al primo un'altra forza vitale. Dopo la battaglia contro Zetton, sia Hayata che Ultraman furono scossi nel profondo dopo la loro precedente sconfitta. I mostri del passato furono misteriosamente rianimati e Ultraman li sconfisse di nuovo, ma fu ancora una volta indebolito da Zetton. Quando sembrò che la sua sconfitta si sarebbe ripetuta, il membro della SSSP Ide creò una formula specializzata che reintegrò l'energia di Ultraman, permettendogli di sconfiggere finalmente Zetton e porre fine alla sua missione sulla Terra.
In seguito si unì agli Ultra Brothers (ウルトラ兄弟, Urutora Kyōdai), un gruppo di Ultra Guerrieri dediti alla protezione della galassia.

### Storia successiva nell'era Showa
- The Return of Ultraman (1971): Apparso nell'episodio 38, lui e Ultraseven salvarono Ultraman Jack che era stato sconfitto da Alien Nackle. Anche se all'inizio non comparve, comunicò con Go/Ultraman Jack tramite telepatia nell'episodio 51. In quest'ultimo episodio, è stato doppiato da Isao Yatsu (谷津勲, Yatsu Isao).
- Ultraman Ace (1972): Apparso negli episodi 1, 13, 14, 26 e 27 ma di tutti questi episodi, l'unica scena che lo vedeva parlare era nell'episodio 13 con la sua voce fornita da Mahito Tsujimura (辻村真人, Tsujimura Mahito). Fu mostrato mentre assisteva alla fusione di Ace con Hokuto e Minami. Nelle apparizioni successive, lui e gli Ultra Brothers furono catturati da Yapool negli episodi 13 e 14 e da Alien Hipporito negli episodi 26 e 27. La sua tuta nell'episodio 1 è stata semplicemente ridipinta da Ultraman Jack.[8]
- Ultraman Taro (1973): Apparso negli episodi 1, 25, 33, 34 e 40. Nell'episodio 1, fu tra gli Ultra Brothers che assistettero alla fusione di Ultraman Taro e Kotaro e in seguito consegnò l'Ultra Bell all'Ultra Tower nell'episodio 25. Nel 33 e nel 34, lui e il resto degli Ultra Brothers si unirono a Taro sulla Terra mentre combattevano contro l'Alieno Temperor. Nell'episodio 40, è stato il primo a combattere Tyrant su Urano, ma alla fine è stato sconfitto.
- Ultraman Leo (1974): Apparso negli episodi 38 e 39. Lui e gli Ultra Brothers cercarono di affrontare Astra, che aveva rubato l'Ultra Key dalla Terra della Luce, fino a quando non si rivelò essere un impostore di nome Alien Babarue da Ultraman King. È doppiato da Shinya Nazuka (名塚 新也, Nazuka Shinya).[9]
- The 6 Ultra Brothers vs. the Monster Army (1974 (Thailandia)/1979 (Giappone)): In quest'opera, Ultraman è doppiato da Toshio Furukawa (古川 登志夫, Furukawa Toshio).
- Ultraman 80: Ultraman fu menzionato da Ultraman 80 durante la battaglia di quest'ultimo contro Alien Baltan VI poiché utilizzò lo stesso alone tagliente per sconfiggere il suo avversario. La "riapparizione" di Ultraman qui è stata riutilizzata dall'episodio 16 della serie originale.
- Ultraman Zoffy: Ultra Warriors vs. the Giant Monster Army (1984): In quest'opera, Ultraman è doppiato da Kenyu Horiuchi (堀内 賢雄, Horiuchi Ken'yū).
- Ultraman Story (1984): Kenyu Horiuchi ha ripreso il suo ruolo in questo lavoro.

### Era Heisei
- Ultraman Zearth (1996): Ultraman è stato citato più volte in questo film, poiché la sua statua gigante che è stata dedicata al 30º anniversario della sua serie è stata rapidamente mangiata da Cotton-Poppe. Quando Katsuto/Ultraman Zearth eseguì il suo Raggio Speciu-shula di fronte ad uno specchio, l'immagine di Ultraman poté essere vista sul suo riflesso. Nel secondo film, Ultraman è stato citato di nuovo, dove la sua sconfitta da parte di Zetton diventa un'ispirazione per gli ufficiali della MYDO per creare un cannone con un raggio di energia simile a quello di Zetton per sconfiggere l'Ultraman Shadow di Lady Benzene. Tuttavia, il piano gli si ritorse contro, non solo perché Shadow non era un vero Ultraman, ma anche per aver rapidamente impostato un protettore sul suo Color Timer nel momento in cui il raggio colpiva il suo petto, il che lo rifletteva su MYDO.
- Ultraman Tiga (1996): Apparso nell'episodio 49. Ultraman aiutò Ultraman Tiga a sconfiggere il mostro Yanakahgi. Considerando che Tiga proviene da una linea temporale completamente diversa rispetto all'universo originale di Nebula M78, vengono fatte molte contorsioni della trama per riunire questo dream team per onorare il 30º anniversario dell'originale Ultraman. Quindi, l'Ultraman in questione è in realtà una versione dell'universo alternativo. È doppiato da Issei Futamata (二又 一成, Futamata Issei).
- Ultraman Mebius & Ultraman Brothers (2006): In questo film, è stato rivelato che Ultraman, Ultraseven, Ultraman Jack e Ultraman Ace avevano sigillato Yapool e la sua Super Bestia, U-Killersaurus, sotto il lago di Kobe al costo della maggior parte della loro energia. Alla fine, assunsero vite umane, con Ultraman che si travestì da Hayata. 20 anni dopo, Hayata diventa l'amministratore dell'aeroporto di Kobe e si avvicina a Mirai Hibino (la forma umana di Ultraman Mebius) insieme ai suoi compagni, dandogli consigli dopo essere stato scosso per non essere stato in grado di salvare un giovane ragazzo in passato. Gli Ultra Fratelli umani in seguito assistettero alla battaglia di Mebius contro un gruppo alieno che era arrivato per rianimare Yapool. Quando Mebius non fu in grado di affrontare gli invasori, gli Ultra Brothers non ebbero altra scelta che trasformarsi di nuovo per la prima volta in 20 anni. Ma anche dopo che Mebius è stato salvato, sono rapidamente caduti preda della trappola degli alieni e sono stati usati per aprire Yapool prima che potessero fermarli. Mentre combattevano contro Yapool/U-Killersaurus, Zoffy e Ultraman Taro vennero in loro aiuto e rifornirono le loro energie. Con gli Ultra Brothers uniti, si unirono a Mebius per formare Mebius Infinity per sconfiggere Yapool e liberare Kobe. Poiché questo film commemorava anche il 40º anniversario della serie Ultra e di Ultraman, al personaggio stesso è stato dato un volto rugoso, in omaggio alla tuta originale di tipo A.
- Ultraman Mebius (2006): Dopo gli eventi del film, Ultraman è tornato negli episodi 47 e 50 della serie. Dopo che l'alieno Mefilas ha fatto il lavaggio del cervello all'intera popolazione per farla diventare sua servitrice, Mirai cerca l'aiuto di Hayata, ma non è stato in grado di fare nulla, poiché le azioni di Mefilas non stavano mettendo in pericolo i civili. Tuttavia, dopo aver visto Ultraman Mebius combattere contro Mefilas (quest'ultimo quasi uccidendo gli ufficiali della GUYS), Hayata fu in grado di interferire di nuovo come Ultraman e terminò il combattimento senza perdite da entrambe le parti, dicendo invece a Mefilas di ritirarsi. L'alieno acconsentì ai suoi desideri e non vedeva l'ora che si confrontassero al loro prossimo confronto, anche se fu ucciso dall'alieno Empera poco dopo a causa della sua incompetenza. In seguito ebbe una breve conversazione con Teppei Kuze, uno degli ufficiali dei GUYS, e fu tra gli Ultra Guerrieri che purificarono il Sole dalla macchia solare dell'aliena Empera.
- Superior Ultraman 8 Brothers (2008): In quest'opera, Ultraman è anche un personaggio di un universo alternativo che è venuto sulla Terra insieme ai suoi compagni, Ultra Seven, Ultraman Jack e Ultraman Ace. Arrivati sulla Terra, assunsero le vite di civili comuni, con Ultraman che si travestì da proprietario di un negozio di biciclette Shin Hayata, avendo sposato Akiko Fuji e avendo una figlia di nome Rena Hayata (basata su Rena Yanase di Ultraman Tiga). Avendo vissuto sulla Terra per molto tempo, alla fine hanno dimenticato la loro vera identità. Questo, tuttavia, cambia quando la sicurezza della loro Terra è stata minacciata da figure oscure senza nome, fino a quando le loro mogli hanno ricordato loro chi erano veramente, permettendo ad Hayata e agli altri di riguadagnare i loro ricordi e poteri come Ultra Guerrieri, assistendo gli Ultra Guerrieri Heisei alternativi e Ultraman Mebius (la versione della realtà primaria che è stata portata con la forza nel loro universo) contro il loro nemico. Alla fine, dopo che Daigo ha completato la nave spaziale che intendeva portare i suoi passeggeri nella Terra della Luce, Hayata e i suoi compagni si uniscono insieme alle loro mogli, mentre Hayata e Akiko guidano una nave spaziale che assomiglia al Jet VTOL della SSSP. Quest'opera riutilizza anche il volto "Nuovo Tipo A" usato da Ultraman nel film precedente.

### L'era della Crisi Galattica
- Ultra Galaxy Mega Monster Battle (2007): Ultraman inseguì il malvagio alieno Raybrad, ma fu sconfitto e pietrificato in una montagna sul pianeta Boris fino a quando Reimon e l'equipaggio della ZAP SPACY lo liberarono. Ultraman restituì il favore all'equipaggio di Pendragon attaccando Re Joe Black per dare agli umani abbastanza tempo per sfuggire alla distruzione di Boris.
- Ultra Galaxy Mega Monster Battle: Never Ending Odyssey (2008): Ultraman ritorna nell'episodio finale insieme a Ultra Seven per salvare l'equipaggio della ZAP SPACY da Alien Raybrad. Allo stesso tempo, Sette ha anche recuperato il suo Capsule Monster Miclas da Rei.[10]
- Ultraman Mebius Side Story: Ghost Reverse (2009): Ultraman fu tra gli Ultra Brothers che assistettero alla partenza di Ace e Taro quando intercettarono l'Ultra Sign di Hikari.[11][11][12]
- Mega Monster Battle: Ultra Galaxy (2009): Dopo la fuga di Belial, Ultraman fu tra i numerosi Ultra Guerrieri che cercarono di impedire a Belial di avanzare verso la Scintilla di Plasma. Insieme a Ultra Seven e Mebius, sopravvissero all'assalto di Belial nella Terra della Luce e reclutarono Rei per assisterli nella loro battaglia, venendo poi raggiunti dai Leo Brothers e dal figlio di Seven, Ultraman Zero.[13]
- Ultraman Zero: The Revenge of Belial (2010): Ultraman fu tra i membri della Guarnigione Spaziale che studiarono i resti di Darklop e donarono la sua luce alla sfera di viaggio di Zero in modo che i giovani potessero viaggiare in un universo alternativo.[13]
- Ultraman Saga (2012): Quando Zero andò in un altro spazio alternativo per combattere Alien Bat, Ultraman e gli altri Ultra Brothers intuirono che Zero era in pericolo e si preoccuparono per i giovani. Nella versione director's cut del film, gli Ultra Brothers arrivarono per aiutare Ultraman Saga a combattere contro il redivivo esercito di mostri di Hyper Zetton. Ultraman combatté contro Antlar, un vecchio nemico del suo tempo sulla Terra.[14]

### L'era di New Generation Heroes
- Ultraman Ginga (2013): Insieme agli Ultra Brothers, Ultraman fu tra i combattenti della Guerra della Scintilla Oscura, combattendo contro Zetton, ma presto fu maledetto a diventare una Bambola Scintilla da Dark Lugiel quando lui e il resto delle Guarnigioni Spaziali cercarono di proteggere Taro (rendendolo così l'unico Bambola Scintilla a mantenere la coscienza nella serie). La sua Spark Doll cadde presto nelle mani di Dark Lugiel e fu usata da Seiichirō Isurugi insieme a Ultra Seven contro Ultraman Ginga prima che l'uomo venisse sconfitto, permettendo a Hikaru (l'ospite di Ginga) di recuperarla. Chigusa utilizzò brevemente la Spark Doll insieme a Kenta (Ultraman Tiga) e ad un Seiichirō riformato per tenere a bada Super Grand King e permettere a Ginga di liberare Misuzu. In seguito alla battaglia di Ginga con Lugiel, la maledizione di Ultraman e delle altre Spark Dolls fu spezzata e tornarono nello spazio. Nell'episodio extra, una copia della bambola Spark di Ultraman fu utilizzata nuovamente da Chigusa per combattere Zetton, che era controllato dall'ex servitore di Dark Lugiel, Alien Magma.[15] In precedenza, nel 2013, era presente a una cerimonia di premiazione quando la serie Ultra è stata nominata come la serie con il maggior numero di spin-off e sequel, detenendo il certificato dato dal Guinness World Records con Takuya Negishi, l'attore di Hikaru Raido in Ultraman Ginga.[16][17]
- Ultraman Ginga Theater Special: Ultra Monster ☆ Hero Battle Royal! (2014): Ultraman era tra gli schizzi che Tomoya disegna nel suo libro fino a quando una strana onda di energia cosmica ha avuto effetto, materializzando così Ultraman e altri schizzi in Spark Dolls. Ultraman fu usato da Tomoya quando lui e i suoi amici provarono a giocare, usando le Ultra Warrior Spark Dolls, fino a quando dei bug del software crearono un gruppo di cinque Dark Ultramen da combattere. Tomoya/Ultraman combatte contro Chaosroid U e vince sparando il suo Specium Ray.
- Ultraman Ginga S (2014): Come rivelato nell'episodio 54 di Shin Ultraman Retsuden, Ultraman e il resto degli Ultra Brothers donarono i loro poteri a Taro quando corse sulla Terra dopo aver rilevato una nuova minaccia. Nel caso di Ultraman, donò il suo Specium Ray e Ultra Slash, che presto divenne uno dei poteri di Ultraman Ginga Strium. Dopo la fine del suo lavoro sulla Terra, Taro restituì i poteri prestati agli Ultra Fratelli.
- Ultraman X The Movie (2016): Ultraman è stato evocato dalla pietra blu che è stata precedentemente usata per sigillare Zaigorg e ha assistito Ultraman Tiga e Ultraman X contro Zaigorg e le sue Bestie Clone del Diavolo. Affrontando Gorg Fire Golza, Ultraman si ritrovò accompagnato da Asuna tramite Xio Bazooka e Wataru a Land Musketty. Con Ultraman ferito dalla palla di cannone di Golza, Asuna e Wataru usarono i poteri di Cyber Gomora e Cyber Zetton, rispettivamente, per ritardare Golza mentre Ultraman lo recuperava e lo distruggeva con il suo Specium Ray. Dopo essere stato catturato e aver subito il furto della sua energia da Zaigorg, la Cyper Card di Ultraman risuonò con Ultraman X e creò la Beta Spark Armor, con X che la utilizzò per liberare Ultraman e Tiga. Sia lui che Tiga hanno partecipato alla formazione della Cyber Wing per facilitare le battaglie degli Ultras di tutto il mondo contro Tsurugi Demaaga. Dopo la fine della battaglia, Ultraman si congedò, seguito da Ultraman X.
- Ultraman Orb (2016): Ultraman è stato colui che ha sigillato Maga-Zetton fino a quando non è stato risvegliato qualche tempo prima della serie. Maga-Zetton combatté contro Ultraman Orb e fu sconfitto, rivelando la Carta Ultrafusione di Ultraman, ma la battaglia che ne seguì trasformò l'intera area della foresta in un cratere fumante. Insieme a Ultraman Tiga, il potere di Ultraman fu incanalato in Ultraman Orb quando usò la forma Spacium Zeperion, che gli permise di usare anche il potere di Ultraman.[18] Nella sua forma umana di Gai Kurenai, fu in grado di utilizzare il potere di Ultraman in un raggio più piccolo riflettendo un attacco in arrivo, dopo averlo usato per contrastare l'alieno Zetton Maddock. Durante l'episodio finale della serie, Ultraman e le altre Carte Ultra Fusione in possesso di Gai si trasformarono in proiezioni fisiche di se stessi per aiutare Ultraman Orb a sferrare il colpo finale su Magata no Orochi, mentre Juggler tenne a bada il mostro abbastanza a lungo da esporre il suo punto debole.
- Ultraman Geed (2017): Insieme agli Ultra Brothers, Ultraman partecipò ad un combattimento contro Belial prima di essere catturato nel Crisis Impact. Il suo potere continua a vivere attraverso la sua Capsula Ultra, chiamata Capsula Ultraman (ウルトラマンカプセル, Urutoraman Kapuseru), poiché Riku la usò all'unisono con la Capsula Belial per assumere Ultraman Geed (Primitivo). Secondo il regista Koichi Sakamoto, tale forma utilizzava la forza brutale di Belial pur mantenendo il cuore di giustizia di Ultraman.[19] Nell'episodio finale, Ultraman fu tra gli Ultras i cui esseri risuonarono con lo spirito di Geed durante il suo combattimento finale con Belial Atroce, mentre Ultraman King materializzò altri quattro cloni delle sue forme Fusion Rise per unirsi alla battaglia.
- Ultraman R/B (2018): I cristalli R/B di Ultraman e Belial erano tra quelli in possesso di Saki prima che li cedesse ad Asahi.
- Ultra Galaxy Fight: New Generation Heroes (2019): Insieme ai membri degli Ultra Brothers, Ultraman è stato menzionato per aver combattuto contro Ultra Dark-Killer e ci è riuscito donando la sua energia a Taro. Dopo che il demone rianimò e fondò la Lega delle Tenebre, gli Ultra Brothers riunirono gli Eroi di Nuova Generazione e osservarono la loro battaglia dalla Terra della Luce.

### Era Reiwa
- Ultraman Z (2020): Il suo potere abitava la Medaglia Ultraman (ウルトラマンメダル, Urutoraman Medaru), una delle tante Ultra Medaglie prodotte nella Terra della Luce. Quando Genegarg li rubò e fu distrutto dal Raggio di Zestium di Ultraman Z, Medal fu tra quelli dispersi dall'esplosione e recuperati da Yoko, membro dei STORAGE. Lo avrebbe dato all'Ultra, permettendo a Z di assumere Beta Smash.
- Shin Ultraman (2022): è l'eroe titolare del film, venuto sulla Terra per difenderla da mostri e alieni.

## Caratteristiche
Le statistiche di Ultraman qui sotto non sono mai state menzionate nella serie originale, ma sono state riportate in riviste e siti web ufficiali. Ci sono anche alcune serie successive che si discostano dalle statistiche originali di Ultraman:
- Altezza: 40 m (50 m nell'episodio 40 di Ultraman Taro
- Peso: 35.000 t
- Velocità di volo: Mach 5
- Luogo di nascita: Nebulosa M78, Terra di Luce
- Età: oltre 20.000 anni[20]
- Anno di debutto: 1966
- Prima apparizione: La nascita di Ultraman (1966)

### Descrizione
Come ha dichiarato il sito ufficiale di Tsuburaya Productions: "[Ultraman] ha visitato la Terra dopo aver inseguito il mostro spaziale Bemular, ha protetto la Terra da minacce mostruose e aliene. Oltre al suo attacco principale Specium Ray, possiede anche una serie di tecniche. Il suo luogo di origine è Nebula M78. Nonostante la sua forza, è anche amichevole con i mostri non ostili. La sua forma umana sulla Terra è Shin Hayata della Squadra di Ricerca Speciale della Scienza. È anche un membro degli Ultra Brothers."

### Trasformazione
Hayata stesso si trasformò in Ultraman attraverso l'uso della Capsula Beta (ベーターカプセル, Bētā Kapuseru), un oggetto simile a una torcia che gli permise di passare dal suo stato umano a quello di Ultraman. Premendo il pulsante rosso sulla capsula, un flusso di luce forma un cerchio a spirale che deforma il suo corpo mentre Ultraman si alza, apparendo in un modo che coinvolge il suo braccio destro che forma un pugno in avanti e il suo sinistro ripiegato verso il basso.
La Beta Capsule è sempre conservata nella giacca SSSP di Hayata. Nell'episodio 22 di Ultraman, la Capsula Beta (o, in misura minore, il potere di Ultraman) aveva la capacità di liberare Hayata da influenze esterne, poiché il Popolo Sotterraneo cercava di controllare Ultraman facendo il lavaggio del cervello ad Hayata fino a quando la trasformazione di Ultraman non lo liberava. Ma nonostante questo, il gadget può anche essere facilmente perso, come mostrato nell'episodio 26 durante la lotta di Ultraman con Gomora, dove lo fa cadere accidentalmente ed è stato raccolto da un ragazzo del posto, che lo ha scambiato per un giocattolo. Questo è stato giocato anche per il bene della commedia, come si vede nell'episodio 34 quando Hayata scambia un cucchiaio da curry per la capsula beta prima di passare a quella originale. Esistevano anche altre due versioni:
- All'inizio di Ultraman X The Movie, il Dr. Guruman tentò di replicare la Capsula Beta nella speranza di evocare Ultraman. Invece, ha innescato una reazione a catena che fa esplodere l'intero laboratorio di ricerca dell'Operazione Base X.
- I dati di Ultraman furono poi usati da Guruman per creare la sua Cyber Card, che presto portò alla creazione della X Beta Capsule (エクスベータカプセル, Ekusu Bēta Kapuseru) per Daichi da usare con X Park Lence e trasformarsi in Ultraman Exceed X Beta Spark Armor.

Nel concept originale di The Return of Ultraman, Hideki Goh (il protagonista della serie) avrebbe dovuto usare la Capsula Beta per diventare Ultraman Jack.

### Altre forme
- Glitter Version (グリッターバージョン, Gurittā Bājon):[23] Presente in Superior 8 Ultraman Brothers. Ultraman e gli Ultra Guerrieri alternativi ricevettero forza dalle speranze dei cittadini e ottennero un aumento di potere identico a quello della Glitter Tiga di Tiga. Il suo attacco, combinato con gli Ultra alternativi, è stato chiamato Superior Myth Flasher (スペリオルマイスフラッシャー, Superioru Maisu Furasshā), realizzato combinando i loro attacchi finali originali.
- Ultraman Dark (ウルトラマンダーク Urutoraman Dāku): La forma corrotta di Ultraman, apparsa per la prima volta durante gli eventi di Ultraman Ginga. Dopo che Seiichirō Isurugi ricevette le Spark Dolls di Ultraman e Ultra Seven, le Dark Dummy Sparks (ダークダミースパーク, Dāku Damī Supāku) gli permisero di assumere le forme corrotte dei due Ultra Guerrieri, rispettivamente Ultraman Dark e Ultra Seven Dark. L'aspetto di Ultraman Dark è identico a quello di Ultraman, ma con i colori neri che sostituiscono l'argento originale, e gli occhi di Ultraman e Color Timer brillano entrambi di rosso. I suoi attacchi mantengono lo stesso nome e le stesse statistiche di potenza, anche se sembrano essere più oscuri. Ultraman Dark (Seiichirō) comparve per la prima volta dopo che Ultraman Ginga sconfisse Zaragas, e attaccò brutalmente l'Ultra Guerriero prima di scambiarsi con Ultra Seven, ma prima che potesse sferrare il colpo di grazia, Seiichirō fu fermato da Misuzu Isurugi, sua figlia. La Bambola Scintilla di Ultraman fu riportata alla normalità dopo che Ultraman Ginga sconfisse Seiichirō. La tuta di Ultraman Dark è stata riutilizzata da Ultraman Geist, un altro doppelgänger malvagio di Ultraman che è apparso in alcuni spettacoli teatrali. Inoltre, il terzo volume della versione Blu-ray/DVD di Ultraman Ginga affermava che la sua concezione era basata sull'imitazione di Ultraman, un travestimento assunto da Alien Zarab dall'episodio 18 di Ultraman.[24] Nel gioco crossover del 2014 Super Hero Generation, ha dimostrato gli attacchi Dark Specium Ray (ダークスペシウム光線, Dāku Supeshiumu Kōsen) e Dark Ultra Slash (ダークウルトラスラッシュ, Dāku Urutora Surasshu).

### Poteri e abilità
La tecnica di combattimento di Ultraman di solito si basava sulla forza bruta, che si basa sul combattere i suoi avversari in combattimenti corpo a corpo, per poi finirli con i suoi attacchi a raggio. Nel bel mezzo del combattimento, a volte usava diverse abilità che lo assistevano nel combattimento o neutralizzavano le situazioni pericolose in cui la SSSP era coinvolta. La sua pelle possedeva una protezione naturale contro il calore estremo, l'elettricità e le esplosioni delle bombe atomiche.
Il suo attacco caratteristico e lo Specium beam (スペシウム光線, Supeshiumu Kōsen), che viene eseguito con gli avambracci in posizione incrociata, con il braccio sinistro in posizione orizzontale e posizionato in avanti mentre il braccio destro era in posizione verticale e posizionato all'indietro, riflettendo uno shuriken. La mossa finale lancia un raggio di energia bianca o blu che consiste in un minerale extraterrestre chiamato Specium (スペシウム, Supeshiumu) che può essere trovato su Marte (ep. 2). Quando le sue braccia formano la posizione "+", la sua mano destra emette Specium negativo e il suo braccio sinistro emette Specium positivo, creando così un raggio di distruzione con il calore di 500.000 gradi e un livello di potenza di 500.000 cavalli. Detto minerale stesso è il principale punto debole di Alien Baltan, uno degli avversari di Ultraman, ed è spesso usato per sconfiggere altri mostri della settimana. Tuttavia, Specium ha anche una controparte, Spellgen, che è stata usata dall'Alien Baltan di seconda generazione (ep. 16) per contrastare lo Specium beam, spingendo Ultraman a tagliare l'Alieno a metà con l'attacco Ultra Slash. Alcuni mostri della serie hanno dimostrato di essere resistenti al Raggio Specium e hanno impiegato più di un colpo per essere uccisi.
Ultraman utilizzò anche l'Ultra Slash (ウルトラスラッシュ Urutora Surasshu), un attacco a disco a proiettile di energia lanciato dal braccio destro di Ultraman in una sorta di disco volante. Questo viene utilizzato principalmente per smembrare un avversario, di solito tagliandolo a metà a metà. Come lo Specium beam ,
- Nell'episodio 13 (l'episodio finale) di Ultra Galaxy Mega Monster Battle, Ultraman evocò l'Ultra Slash dal suo braccio sinistro e invece di lanciarlo, lo usò per tagliare il braccio sinistro di King Joe Black in modo simile a un colpo di karate per salvare lo Space Pendragon della ZAP SPACY e fuggire dal pianeta Boris.[27]
- In Ultraman X The Movie, Ultraman utilizzò per la prima volta l'Ultra Slash come una sorta di scudo per difendersi dall'attacco di Gorg Fire Golza prima che si lanciasse verso il mostro. • ultraman può sparare dalle sue mani lo ultra current water un getto d'acqua che l'ha usato per spegnere le fiamme dal mostro pestar ( un essere simile a una stella marina con piedi e con la testa da pipistrello ) nel episodio 11 e nel episodio 23 per uccidere il mostro jamila una donna (nel doppiaggio originale un uomo) astronauta che rimase nello spazio fino a che non si trasformasse in un mostro che sputa fiamme. • ultraman può anche sparare il slash beam che mette la mano sopra al l'altra per formare le frecce gialle usato solo nel episodio 34 contro alien Mefilas

## Protagonisti umani

### Shin Hayata
Shin Hayata (, Hayata Shin) è il protagonista della serie TV Ultraman. Ha 25 anni all'inizio della serie; incontrò per la prima volta Ultraman quando l'eroe gigante si scontrò accidentalmente con il VTOL Jet di Hayata con la sua "Travel Sphere". Sentendosi in colpa per l'incidente, Ultraman si fuse con Hayata per garantire la sopravvivenza dell'uomo, facendo sì che condividessero la stessa vita, dando anche ad Hayata i mezzi per combattere contro le minacce di mostri e alieni. È il Sub-Capitano della Squadra di Ricerca Speciale Scientifica ed è in carica ogni volta che il Capitano Toshio Muramatsu non è disponibile. Sebbene sia ritratto come un ufficiale ligio al dovere, ci sono anche momenti in cui è stato fuori fuoco, a volte per il bene della commedia. La sua connessione con Ultraman rimase un segreto per il resto dei membri della SSSP anche fino al finale della serie; tuttavia, nell'episodio 14 Muramatsu e il membro Arashi notarono che Hayata condivideva una ferita simile a quella di Ultraman dopo il suo combattimento contro un mostro. Questo non è mai stato più sollevato in seguito.
Nell'episodio 39, il finale della serie, sia Ultraman che Hayata furono gravemente feriti dopo che Zetton li sconfisse. Zoffy arrivò per recuperare Ultraman e diede ad Hayata un'altra vita, permettendogli di vivere mentre veniva separato da Ultraman. Nel finale originale giapponese, Hayata fu lasciato senza alcun ricordo di Ultraman, ma nel doppiaggio inglese, mantenne la sua memoria mentre diceva ai suoi compagni di squadra della SSSP che Ultraman sarebbe tornato sulla Terra. Per coincidenza, questo finale sembra essere diventato il finale definitivo di Tsuburaya, poiché Hayata è apparsa in seguito nelle serie successive con Ultraman. Risorgere! Ultraman diede anche un finale alternativo che permise ad Hayata di mantenere sia la sua connessione con Ultraman che i suoi ricordi.
Anche se Hayata comparve di persona in seguito in altri capitoli della Ultra Series, a partire dai seguenti eventi di Mega Monster Battle: Ultra Galaxy, fu rivelato che Hayata non era più l'umano originale che divenne un tutt'uno con Ultraman, ma piuttosto l'Ultra Warrior in forma umana, in modo simile a Dan Moroboshi con Ultra Seven.  Mentre la ragione di ciò è sconosciuta, è possibile che Hayata e Ultraman si siano separati qualche tempo dopo Ultraman Mebius o il fatto che da Return of Ultraman, i due non si siano mai più incontrati, quindi "Hayata" divenne la sua forma umana sin dalla riemersione di Ultraman.
Hayata è interpretato da Susumu Kurobe (黒部進, Kurobe Susumu) in tutte le sue apparizioni. Originariamente, non c'era un'audizione per il ruolo di Hayata, e ha semplicemente accettato il ruolo dopo essere stato avvicinato dai dirigenti della Toho per assumere il ruolo.

### Altri ospiti e forme umane
In certe circostanze, Ultraman avrebbe posseduto altre persone come ospiti umani sostitutivi.
- Negli episodi 33 e 34 di Ultraman Taro, gli Ultra Brothers possedevano gli ufficiali maschi della ZAT per nascondersi dall'Alien Temperor, che stava dando loro la caccia sulla Terra, e per insegnare a Kotaro Higashi/Ultraman Taro a non essere arrogante e a non fare troppo affidamento sui suoi compagni d'armi. Ultraman possedeva l'ufficiale della ZAT Shūhei Aragaki (荒垣修平, Aragaki Shūhei) e in seguito un giocatore di pallavolo una volta che Temperor vide il loro inganno.
- In Ultraman Ginga, Ultraman fu trasformato in una Spark Doll e fu tra quelli in possesso di Dark Lugiel. In seguito finisce in possesso di Hikaru. Ultraman sarebbe stato poi liberato una volta che Dark Lugiel fu sconfitto, anche se un'altra bambola Ultraman Spark apparve alcune volte dopo la serie:
  - La Bambola Scintilla originale di Ultraman fu inizialmente data a Seiichirō Isurugi (石動 誠一郎, Isurugi Seiichirō) insieme alla Bambola Scintilla di Ultra Sette. Essendo stato corrotto dall'alieno Nackle Gray, utilizzò il potere corrotto di Ultraman, trasformandolo negli oscuri Ultra Warriors Ultraman Dark e Ultra Seven Dark. Ha sconfitto Hikaru nel loro primo incontro e lo ha invitato nella sua missione per governare tutto, ma è stato respinto e sconfitto da Hikaru. La sconfitta di Seiichirō lo aveva salvato dal lavaggio del cervello di Gray e purificato le Bambole Scintille dei due Ultra Guerrieri. In seguito usò la Bambola Ultra Seven Spark per aiutare Ultraman Ginga quando sua figlia Misuzu ne cadde vittima come lui.
  - Al fine di aiutare Ultraman Ginga a salvare Misuzu dall'influenza di Gray, la Spark Doll di Ultraman fu usata da Chigusa Kuno (久野 千草, Kuno Chigusa) per aiutare a ritardare Super Grand King mentre Hikaru cercava di raggiungere Misuzu. In seguito utilizzò la copia di S.p.A. di Ultraman in due occasioni, prima contro Alien Magma e Zetton nell'episodio extra di Ultraman Ginga e poi in Mountain Peanuts (un romanzo che servì come prologo a Ginga S) contro l'Androide One-Zero/Nosferu.
  - Durante gli eventi di Ultraman Ginga Theater Special: Ultra Monster ☆ Hero Battle Royal!, la bambola Spark di Ultraman fu tra le copie che furono create quando Tomoya Ichijōji (一条寺 友也, Ichijōji Tomoya) emanò strane onde cosmiche. Tomoya in seguito usò la Spark Doll quando giocava con i suoi compagni, ma in seguito partecipò ad un combattimento contro un gruppo di cinque malvagi Ultraman, affrontando Chaosroid U. Ultraman e le altre finte Spark Dolls in seguito tornarono nel suo taccuino una volta che gli effetti della radiazione cosmica si asciugarono.
- In Shin Ultraman (2022), Ultraman uccide accidentalmente Shinji Kaminaga, membro del Protocollo di Soppressione delle Specie di Classe S (SSSP) (Kaminaga Shinji) durante la sua battaglia con il mostro Neronga (che è stato creato dagli alieni per distruggere l'umanità) e prende il suo aspetto e il suo luogo che è proibito dalla legge della Guarnigione Spaziale. Il suo superiore, Zōffy, d'ora in poi gli dice che deve essere processato per un tale atto e schiera l'arma biologica definitiva, Zetton, per distruggere l'umanità. Ultraman attivò la sua Capsula Beta mentre era in uno stato trasformato per sconfiggere Zetton creando un buco nero che inghiottì lui e l'arma, ma Zōffy lo salvò e gli chiese di tornare alla Stella di Luce con lui, ma Ultraman declinò l'offerta e trasferì la sua forza vitale allo Shinji originale.

## Impatto culturale

### Base progettuale
Nella serie Ultra, il corpo principale di Ultraman è diventato la base per la maggior parte degli Ultra Warriors successivi. Questo design può essere visto in alcuni Ultra come Ultraman Jack (che originariamente doveva essere l'Ultraman originale ritornato), Ultraman Tiga, Ultraman Cosmos e altri.

### Parodie e omaggi
Ultraman, così come gli elementi della sua serie, è stato citato e parodiato numerose volte nella cultura popolare; Ecco alcuni esempi:
- L'episodio di South Park "Mecha-Streisand" vede Leonard Maltin nei panni di Ultraman. Anche se qui ultraman viene messo qua in una versione più simile a redman del 1972
- Gli episodi 30 e 57 di Sgt. Frog presentano il Flash Spoon (フラッシュスプーン Furasshu Supūn), un oggetto a tema cucchiaio che trasforma il suo utilizzatore in un gigante, proprio come la Beta Capsule. Quando attivato, l'utilizzatore si alza in modo simile a Ultraman.
- L'episodio 3 di Wooser's Hand-to-Mouth Life ''Phantasmagoric Arc vede Wooser'' immaginarsi mentre combatte contro Len che indossa un costume da mostro mentre indossa un berretto con la testa simile a una pinna di Ultraman ed esegue la posa di Specium Ray.
- Il mangaka Akira Toriyama è un fan dei film di fantascienza, così come di Ultraman e Ultra Seven della serie Ultra. Uno dei suoi manga, Dr. Slump, presenta due personaggi minori, Nekotoraman e Nekotoraseven, su una locandina teatrale indicata da Senbei Norikami. Inoltre, l'episodio 1 dell'adattamento anime del manga ha un personaggio ispirato a Ultraman, che tira su il sole con la sua canna da pesca.[30]
- Il capitolo 1 del manga My Hero Academia presenta Ultraman come una sagoma di uno dei tanti supereroi.[31]
- L'episodio 15 di OAV Patlabor: The New Files contiene molteplici parodie e tributi agli episodi finali di Ultraman e Ultra Seven. Il personaggio del punto di vista, Noa Izumi, si trasforma in Ingraman (parodiando Ultraman e Ultra Seven) e combatte contro Griffon (parodiando Zetton), ma perde contro di esso e i membri della Sezione 2 della Divisione 2 lo distruggono da soli. Alla fine, il legame di Ingraman con Noa è stato interrotto da Zero (parodiando Zoffy) e Noa guadagna un'altra vita.
- Secondo lo scrittore di A Certain Magical Index, Kiyotaka Haimura, il design della maglietta di Accelerator cambia dall'essere basato su Devilman all'originale Ultraman. Questo cambiamento viene apportato durante il volume 5 della serie di romanzi per commemorare il cambiamento di lato del personaggio, da antagonista a protagonista di supporto.[32]
- Nel franchise di Ben 10, uno degli alieni di Ben Tennyson, Way Big, è stato creato da un campione di DNA di un To'kustar. Way Big assomiglia all'originale Ultraman sia nelle dimensioni che nell'aspetto e il nome della sua specie è un gioco di parole sul genere tokusatsu nel suo complesso. Il suo attacco Raggio Cosmico è basato sul Raggio Specium.
- Ultimate Girls ha il personaggio principale Silk Koharuno e UFO-Man che combattono mostri giganti in modo simile a Ultraman.
- L'episodio 93 di Gintama presenta Space Woman, un gigantesco alieno con un aspetto simile a quello di Ultraman.
- Il primo episodio di Concrete Revolutio vede il superumano della settimana, Gross Augen nei panni di un eroe gigante fondersi con Akira Shirota e combattere contro il Planeteriano S.
- Il numero #67 di Exile della Marvel Comics vide Morph cambiare il suo aspetto in quello di Ultraman. Il numero #66-68 di quel fumetto introdusse la Squadra Scientifica, una squadra d'attacco fondata da Curt Connors di Terra-3752, basata sulla SSSP di Ultraman.
- Peyton Reed, il regista dei film di Ant-Man nel Marvel Cinematic Universe, ha detto che il design dei costumi di Ant-Man è stato influenzato da Ultraman, insieme a un altro supereroe tokusatsu, Inframan.[33]
- Birdy the Mighty si concentra su un'aliena femmina, Altera, che si fonde con la mente di Tsutomu dopo che il suo corpo è stato gravemente ferito. Come riconosciuto dal doppiatore Kenichi Suzumura in un'intervista, la premessa del manga e del suo adattamento anime è liberamente adattata dalla situazione di Ultraman con Hayata.[34]

## Altri media
Quanto segue si riferisce all'apparizione di Ultraman e Hayata al di fuori della TV, come manga e adattamenti di romanzi:

### Film
- Il 16 luglio 2015, Tsuburaya Productions ha trasmesso in streaming un video bloccato a livello regionale sul proprio sito ufficiale di YouTube intitolato "Ultraman_n/a" senza alcuna descrizione. Ambientato a Shibuya, Tokyo, un mostro gigante emerge dal sottosuolo e viene rapidamente contrastato da Ultraman, prima che il combattimento si concluda il video termina con il testo "7.7", un riferimento alla data di nascita del creatore della serie Eiji Tsuburaya. Questo video ha ricevuto molta attenzione, principalmente a causa del fatto che sia Ultraman che il mostro in questione sono stati resi in CGI invece che in abiti da attore. Nella clip, Ultraman viene mostrato mentre apre la bocca, una caratteristica che era stata originariamente pianificata per la tuta di Tipo A, ma che dovette essere scartata.[35]
- Nell'agosto 2019 è stato annunciato un adattamento cinematografico per l'originale Ultraman, chiamato Shin Ultraman sotto la direzione di Shinji Higuchi e la scrittura di Hideaki Anno, entrambi gli uomini hanno precedentemente collaborato per Shin Godzilla della Toho.[36] L'uscita del film era prevista per il 2021, poiché un mese dopo sono stati annunciati ulteriori membri del cast.[37] Il 15 dicembre, durante la convention dei fan di Tsubucon della Tsuburaya Production, è stato svelato il design di Ultraman titolare, che prende spunto dal design della prima impressione di Tohl Narita del personaggio, mancando di un Color Timer.[38]

### Manga
- Ultraman è il personaggio principale di una popolare serie manga, Ultraman Chotoshi Gekiden. Nell'OAV del 1996, è doppiato da Toshiyuki Morikawa (森川 智之, Morikawa Toshiyuki).[38]
- Nel manga del 2003 Ultraman THE FIRST (ja:ウルトラマン THE FIRST) il ruolo di Ultraman e Hayata rimane lo stesso, in quanto il manga è una reinterpretazione della serie TV. Tuttavia, sono stati aggiunti ulteriori elementi della trama, come rendere l'alieno Baltan l'antagonista principale del manga, che orchestra quasi ogni evento nella speranza di studiare la forza e le debolezze di Ultraman. Nella sua battaglia finale, Ultraman combatté contro Zetton (che fu re-immaginato come un mostro colossale con la conoscenza delle tecniche di Ultraman) e fu sconfitto dalla sua forza travolgente fino a quando la SSSP non lo sconfisse in modo simile alla serie. Ultraman fu presto raccolto da Zoffy, con Hayata che fu separata e gli fu data una nuova vita.[39]
- Nel manga del 2005 Ultraman Story 0 (ja:ウルトラマンSTORY 0), Ultraman è il primo della sua specie ad essere mutato in un gigante dopo che la Scintilla al Plasma ha irradiato il loro mondo. È anche il primo ad affrontare gli Alien Baltan, i nemici degli Ultra Warriors.
- Il manga di Ultraman del 2011 si svolge in una linea temporale alternativa con Ultraman che è l'unico Ultra Warrior a mettere piede sulla Terra. Diversi anni dopo che il gigante lasciò la Terra, la memoria di Shin Hayata (doppiato da Takayuki Sugō (菅生 隆之, Sugō Takayuki) in Motion Comic) di Ultraman fu completamente cancellata e si stabilì e ebbe una famiglia, con un figlio di nome Shinjiro Hayata. Hayata diventa anche Ministro della Difesa dopo essersi ritirato dal suo servizio nella SSSP.[40]  Anche se Ultraman se n'era andato da tempo, la sua fusione con Hayata lasciò l'uomo con il suo DNA, che diede ad Hayata abilità sovrumane. 12 anni prima della storia, riacquistò la sua piena memoria di Ultraman dopo aver visto il filmato di Bemular che attaccava un aereo, e il resto dei membri della SSSP lo aveva protetto dall'essere cavie. Suo figlio, Shinjiro, eredita questi poteri e la coppia padre-figlio viene arruolata nella SSSP riformata, la cui nuova missione è quella di combattere contro gli alieni canaglia. Il titolo di Ultraman vive all'interno di tute da battaglia chiamate Ultraman Suits (ウルトラマンスーツ, Urutoraman Sūtsu), che sono state progettate per il combattimento, con Shinjiro che prende una delle tute ed eredita il titolo di suo padre come Ultraman.[41] Oltre al prototipo e al prodotto finale utilizzato da Shinjiro, altre due tute di Ultraman furono realizzate man mano che la serie progrediva, una fu chiamata Ver. 7.1 (basata su Ultra Seven) usata da Dan Moroboshi e la tuta non prodotta dalla SSSP, Ver. A. (basata su Ultraman Ace), usata dal civile Seiji Hokuto.[42][43]
  - Nel capitolo 70, si scoprì che era stato travestito da Bemular, un alieno antieroe la cui exo-tuta aveva la stessa tecnologia delle tute di Ultraman. Il suo vero motivo è sconosciuto, a parte il fatto di aver definito l'eredità di Shinjiro Hayata del potere di Ultraman una seccatura.

### Romanzi
- L'adattamento del romanzo di Ultraman, scritto da Tetsuo Kinjo nell'agosto 1967, il ruolo di Ultraman è storicamente lo stesso della serie TV. A parte questo, il romanzo incorpora i piani rimanenti della serie che non sono mai stati inseriti nel montaggio finale, come il fatto che l'alieno Mefilas formi un'alleanza con gli alieni del passato, e che Geronimon faccia rivivere Gomora e il Re Rosso invece di Draco e Telesdon (come è stato fatto nell'episodio 37 (il doppiaggio americano di detto episodio, tuttavia, ha usato i primi due nomi, probabilmente per errore)). Un altro piano rimasto che è stato incorporato nella storia è anche la scena in cui Ultraman è morto dopo che il suo Color Timer è stato distrutto da Zetton, che è stato omesso dalla serie televisiva a causa del fatto che era troppo violento per i bambini.
- Another Genesis, una nuova serie lanciata nel 2012, ha il design di Ultraman drasticamente alterato. Dopo la distruzione della Terra della Luce per mano di Ultraman Belial, Ultraman cadde in un profondo isolamento e impazzì, decidendo di ripristinare il suo pianeta natale distrutto dando la caccia ai frammenti della Scintilla di Plasma caduta. È apparso per la prima volta nel Capitolo 2, affrontando un gigantesco Antlar mutato dagli effetti di un frammento di Plasma Spark. Ne esce vittorioso e pugnala a morte Antlar senza pietà con il frammento.[44] Riappare nel capitolo 9, dopo aver seguito Blast, il protagonista del romanzo (il cui corpo è stato alterato dopo che un frammento di Plasma Spark è stato imbevuto nel suo cuore) e ha avuto una breve colluttazione con lui fino a quando non ha strappato il frammento dal petto di Blast, uccidendolo contemporaneamente. Durante quel periodo, la sua immagine cambiò drasticamente per assomigliare a Ultraman Belial.[44]
- Ultraman comparve durante il climax del romanzo di Ernest Cline del 2011 Player One, durante il quale il personaggio principale, Wade Owen Watts/Parzival, acquisì la Capsula Beta e si trasformò in Ultraman per combattere contro Nolan Sorrento/IOI-655321, che pilotava Mechagodzilla. Nell'adattamento cinematografico del romanzo del 2018, il regista Steven Spielberg non è stato in grado di assicurarsi i diritti di Ultraman e ha invece fatto svolgere lo stesso ruolo sia al Gigante di Ferro che all'RX-78-2 Gundam.[45]
- Ultraman è apparso in Mountain Peanuts, una serie antologica di Tatarajima Futatabi pubblicata nel giugno 2019. Ambientato un anno prima di Ultraman Ginga S, Ultraman fu trasformato dalla sua Spark Doll da Chigusa Kuno, che desiderava difendere i civili contro Nosferu Lived by Android One-Zero. La loro battaglia si concluse con la sconfitta di Nosferu e il risveglio di Chigusa in un cratere.[46]
- Anche se non è mai apparso, Ultraman è stato menzionato nel romanzo del 2016 Ultraman F, che è una storia non canonica che si svolge un anno dopo che Ultraman ha lasciato la Terra. Qui, Hayata si lasciò andare a esperimenti nella speranza di raccogliere segreti da ciò che è rimasto dei resti di Ultraman. Uno scienziato bambino di nome Soso (che in seguito sarebbe diventato Dark Mephisto) rivelò che Ultraman aveva tre forme (che è in gran parte basato sui suoi cambi di costume durante la durata del suo show), ognuna delle quali simboleggiava le specifiche di battaglia di Ultraman (Tipo A per la forza, Tipo B per le tecniche casuali e Tipo C per gli attacchi a lungo raggio).[47]

### Videogiochi
- Nel gioco City Shrouded in Shadow, Ultraman comparve nel primo livello, combattendo contro il suo impostore, Imitation Ultraman (che in seguito rivelò essere Alien Zarab). La loro battaglia mette in pericolo la città di Ichi e dà il via al gioco, che coinvolge i giocatori (ritratti come civili) che cercano di fuggire dalla città il prima possibile, mentre la battaglia si trasforma nel più grande ostacolo che dovranno mai affrontare.[48] Comparve in seguito nel livello 14, alleandosi con Ultramen Taro e Zero contro il malvagio Ultra, Belial.
- Una parodia di Ultraman di nome Voltraman (che è verde anziché rosso) è un personaggio sbloccabile nel videogioco Tony Hawk's Underground 2: Remix, sbloccato dopo averlo trovato e cambiato nel livello di Kyoto esclusivo per quella versione.
- Ultraman è presente come uno dei personaggi giocabili nell'app game Monster Strike come parte della collaborazione con la Ultra Series. Quando i giocatori usavano lo "Strike Shot", Ultraman iniziava il suo attacco più forte, lo Specium Ray.[49][50]
- Nel gioco di combattimento a tema mecha del 2020 Override 2: Super Mech League, Ultraman (basato sul personaggio principale della serie Netflix) appare come personaggio ospite giocabile.[51]
- Nel gioco a tema kaiju del 2022 GigaBash, è stato annunciato l'arrivo di Ultraman nel gioco insieme ad Alien Baltan, Ultraman Tiga e Camearra come combattenti ospiti in un DLC in uscita l'8 novembre 2023.[52]

### Spettacoli teatrali
- Palchi dal vivo dell'Ultraman Festival
- 2016: Ultraman è apparso durante il climax del primo arco narrativo dello stageshow, quando gli Ultra Warriors stavano avendo difficoltà ad affrontare Zetton Alien Baltan. Ultraman lanciò il suo nuovo attacco, il Colorium Ray (カラーリウム光線, Karāriumu Kōsen), un attacco di un concorrente di Televi Magazine.[53] È stato doppiato da Takahiro Sakurai (櫻井孝宏, Sakurai Takahiro).[54][55]
- 2018: Takahiro Sakurai ha ripreso il suo all'Ultra stesso eseguendo un attacco combinato con Taro, Cosmo Miracle Slash (コスモミラクルスラッシュ Kosumo Mirakuru Surasshu) come parte dell'ingresso fatto dai bambini.[56]

### Fumetti
- Marvel Comics ha annunciato nel novembre 2019 di aver collaborato con Tsuburaya Productions per pubblicare fumetti e graphic novel di Ultraman. Una miniserie di cinque numeri scritta da Kyle Higgins e Mat Groom e disegnata da Francesco Manna, intitolata The Rise of Ultraman, è stata pubblicata da settembre 2020 a gennaio 2021.[57][58] Lo scopo della loro collaborazione era quello di introdurre Ultraman alla nuova generazione.[59] È stata seguita da un'altra miniserie di cinque numeri intitolata The Trials of Ultraman, che ha iniziato a essere pubblicata nel marzo 2021.[60]

## Accoglienza

### Critica
- Kurobe: Ultraman è immortale, quindi è per questo che voglio che vada avanti per più di 50 anni.
- Furuya: Dovrebbe andare oltre le nostre linee di vita.
- Kurobe: Quindi voglio che Tsuburaya continui a diffondere Ultraman in ogni modo possibile. Che si tratti di televisione o di film, per il pubblico in Giappone e in tutto il mondo, se continua così, allora Ultraman continuerà a vivere. Questo è il mio desiderio.

Intervista con Susumu Kurobe, Hiroko Sakurai e Bin Furuya, SciFi JAPAN TV
Todd Gilchrist dell'IGN descrive sia Hayata che Ultraman come "un uomo qualunque in stile Peter Parker diventa un supereroe ogni volta che mostri alieni invadono la Terra, il che si verifica almeno una volta in ogni episodio; Successivamente, seguono alcune scene di combattimento abbastanza imbarazzanti e il mondo alla fine viene salvato da una distruzione certa. Ha anche detto che tra le ragioni della popolarità della serie c'erano il fatto che Hayata parlava direttamente al pubblico, la SSSP che indagava sui casi, o la battaglia di Ultraman con i mostri e gli alieni "la cui circonferenza è pari solo alla sua capacità di agitare le braccia e lampeggiare gli occhi". Dà alla serie il punteggio di 8 su 10.
Durante la recensione della serie completa di DVD di Ultraman, R. L. Shaffer (anche lui di IGN) ha descritto Ultraman come "un gigantesco essere extraterrestre delle dimensioni di un grattacielo che ci protegge da mostri altrettanto giganteschi, alieni, dinosauri e altri nemici nefasti. Ogni settimana, Ultraman affronta cattivi incredibilmente divertenti, distruggendo città, villaggi, foreste e città lungo la strada. Tuttavia, ha ammesso che la serie "è diventata un fenomeno di culto, in gran parte grazie ai suoi mostri e alle battaglie abbaglianti" e dà un voto di 8 su 10.
Bin Furuya, l'attore di Ultraman, ha detto che quando ha indossato per la prima volta il costume di Ultraman, Eiji Tsuburaya aveva predetto che lo spettacolo avrebbe creato bei ricordi per i bambini che lo guardavano. Furuya si allenò per il suo ruolo in Ultraman praticando le sue tecniche di raggio e la posa "Shuwatch!", ispirata al "tip tap e ai movimenti del karate". Poiché la tuta di Ultraman era molto sottile, ha menzionato di aver ricevuto ferite in diversi modi durante il set, tanto che Kurobe e Hiroko hanno scherzato "di tutti i cast di Ultraman, sarebbe stato il primo ad andarsene". Quando gli è stato chiesto quali Ultra Guerriero e Ultra Mostro sono i suoi preferiti, ha risposto rispettivamente l'originale Ultraman e Red King, avendo apprezzato la loro scena di combattimento nello show. Il suo episodio preferito di Ultraman è 23, che ha visto l'apparizione di Jamila, un mostro che è stato mutato da un astronauta abbandonato e ha cercato di vendicarsi del governo. Furuya ha detto di aver pianto sinceramente mentre interpretava Ultraman quando è stato costretto a uccidere il mostro. Ha anche dichiarato che, sebbene gli piacesse interpretare il ruolo di Ultraman, gli piaceva il suo tempo come membro Amagi per essere in grado di esporre il suo volto. A Furuya inizialmente non piaceva recitare nei panni di Ultraman, temendo che diverse scene sul set gli avrebbero fatto del male, specialmente quando si registravano scene in acqua, che sarebbero entrate nella sua tuta e temeva di annegare, ma alla fine divenne più assorbito dal suo lavoro e lo prese in simpatia.
Secondo Susumu Kurobe, durante il suo periodo in cui ha interpretato Hayata, si è sentito a disagio quando indossava l'uniforme SSSP durante le riprese, specialmente durante le riprese in esterni, ma Hiroko Sakurai ha dichiarato di non aver avuto problemi con esso e ha persino commentato che il cast una volta è uscito a pranzo indossando l'uniforme. Nonostante il suo personaggio Hayata e Ultraman siano imparentati, non ebbe mai la possibilità di esibirsi insieme all'attore Bin Furuya, poiché entrambi registrarono nelle rispettive scene (la vita reale per Kurobe e lo studio degli effetti speciali per Furuya). Kurobe stesso ha una figlia di nome Takami Yoshimoto (吉本 多香美, Yoshimoto Takami), che interpreta Rena Yanase, la protagonista secondaria di Ultraman Tiga. Inizialmente, Kurobe ha impedito a sua figlia di recitare nella serie, ma alla fine le ha dato la sua benedizione per farlo. Entrambi sono apparsi insieme nel film Superior Ultraman 8 Brothers, con i loro personaggi scritti come padre e figlia. Ha scherzato sul fatto che la decisione di far sposare Hayata e Fuji nel film è stata un "errore", in quanto ha reso sua moglie "gelosa". Quando gli è stato chiesto chi fosse il suo Ultraman preferito, Kurobe ha risposto che era Ultraman Zero.  I suoi Ultra Monsters preferiti erano Pigmon, Alien Baltan e Woo. Se possibile, Kurobe, Hiroko e Furuya vogliono credere che Ultraman supererà le loro vite e sperano che la Tsuburaya Productions continuerà a mettere Ultraman in qualsiasi forma di media per il pubblico di tutto il mondo.

### Popolarità
Una delle battute più popolari nella cultura giapponese è la scena dell'episodio 34 di Ultraman, che coinvolge Hayata che scambia un cucchiaio da curry per la Capsula Beta mentre cerca frettolosamente di trasformarsi e impedire al mostro Skydon di cadere sulla Terra. Questa scena è stata ideata da Akio Jissoji, e mentre riceveva lamentele da Samaji Nonagase, un altro regista di Ultraman, gli alti ascolti dell'episodio giustificavano il lavoro. Per questo motivo, alcuni media giapponesi (soprattutto in anime e manga) tendono a fare riferimento a uno scherzo all'incidente ripetendo lo stesso errore o semplicemente usando un paio di cucchiai per replicare gli occhi di Ultraman.
C'è anche un pro-wrestler messicano Milo Ventura Chávez, il cui alias durante i match è Ultraman. Suo figlio si chiama Ultraman Jr. Anche se non correlato, un altro pro-wrestler messicano Starman era precedentemente conosciuto con il nome di Ultraman Jr. La sconfitta di Ultraman per mano di Zetton nell'episodio 39 della sua serie ha un enorme impatto sul pubblico, tanto che è servito da ispirazione per i wrestler professionisti giapponesi Atsushi Onita e Akira Maeda nella loro carriera nella speranza di "vendicare l'eroe caduto".
Nel febbraio 2007, un popolare video su Internet chiamato Omoide wa Okkusenman! è andato in onda contemporaneamente in Giappone ed è diventato rapidamente un successo. La canzone descrive il cantante che ricorda la sua infanzia e i suoi amici, in particolare fingendo di essere Ultraman e Ultra Seven con loro, mentre si rende conto che la sua vita e la loro non sono più come quelle di una volta. Nel settembre dello stesso anno, Ultraman fu l'ospite importante della cerimonia del Premio Hugo dell'anno. Il suo design è presentato nel Premio Hugo dell'anno, scolpito da Takashi Kinoshita della famosa azienda di modelli e figure Kaiyodo Co., Ltd (ja:海洋堂). Ultraman è stato anche colui che ha consegnato il Premio Hugo a Steven Moffat, sceneggiatore di "The Girl in the Fireplace" della seconda serie di Doctor Who.
Nel 2006, un sondaggio sulla popolarità dei personaggi è stato lanciato in risposta al 40º anniversario della serie Ultra. Sulla base della lista di Oricon, Ultraman è stato inserito al primo posto nella lista in base al totale dei votanti. È classificato al primo posto per gli elettori di sesso femminile e al secondo posto per gli elettori di sesso maschile. 5 anni dopo, in occasione del 45º anniversario della Ultra Series, Ultraman si piazzò al settimo posto nel sondaggio di popolarità dopo aver perso contro Zero, che ottenne il primo posto e si classificò all'11º posto nel 2013 dopo aver perso contro Ultraman Tiga.
La figura di Ultraman di Ultraman ha partecipato a un pesce d'aprile del 2015, dove P-Bandai ha annunciato l'uscita di una scala di 40 metri della figura di Ultraman (che è la dimensione di Ultraman). Questo è stato mostrato solo durante il suddetto giorno e non è mai più stato rivelato in seguito.

### Merchandising
Avendo guadagnato una popolarità di lunga data, Ultraman è stato anche presentato in diverse promozioni e merchandising, sia dalla stessa Tsuburaya Productions che, per estensione, da una promozione incrociata. Il primo era un set di action figure della linea Ultraman vendute dall'azienda di giocattoli Marusan nel 1966, lo stesso anno in cui il personaggio e la sua serie hanno debuttato. Detti giocattoli sono stati successivamente esposti al Museo delle Bambole di Yokohama il 12 e 13 marzo 2016 come parte della celebrazione del 50º anniversario della Ultra Series. Tsuburaya ha anche collaborato due volte con Fujiya Co.; una volta negli anni '90 in cui una confezione di cioccolato è stata distribuita insieme a una carta di Ultraman e più tardi nel 2016 in una collaborazione con Peko-chan, la mascotte principale di Fujiya Co. (dalla pasticceria al latte Milky), poiché detta azienda stava celebrando il suo 65 ° anniversario, che è servito come legame con il 50 ° anniversario della Ultra Series.
La bambola in vinile morbido di Ultraman era stata venduta più volte da Bandai a partire dagli anni '90. Nel 2010, Ultraman è stato commercializzato per la prima volta come action figure altamente articolata nella linea di giocattoli ULTRA-ACT. A seguito della sua temporanea corruzione in Ultraman Dark in Ultraman Ginga, sia lui che Ultra Seven Dark sono stati distribuiti nel 2014 come versioni ridipinte delle loro figure originali. Per commemorare il 50º anniversario della serie Ultra, Ultraman ha ottenuto la sua seconda uscita nel luglio 2016 come action figure snodabile nella linea S.H. Figuarts insieme a due dei suoi iconici nemici, Alien Baltan e Zetton.
Nel 2014, Ultraman e molti degli Ultra Mostri della sua serie hanno contribuito a promuovere la TOEIC ai cittadini giapponesi, mentre veniva ritratto come un uomo d'affari ben vestito. Un video promozionale lo ritrae mentre comunica con Dada mentre vengono visualizzati i sottotitoli in inglese. Ultraman aiuta l'alieno dandogli consigli su come avviare un'attività, ma lo affronta dopo che il piano aziendale di Dada si rivela essere un'invasione della Terra.
Nel mondo della moda, Ultraman fa anche parte di "A Man of Ultra", una filiale di una casa di moda con abbigliamento a tema dopo la serie Ultra. Lo stesso Ultraman era stato presente per promuovere i prodotti dell'azienda, anche se a volte il personaggio è accompagnato anche da altri personaggi della serie Ultra, come Ultra Seven e Ultraman Ace. Il 2 novembre 2015, un violino speciale dipinto con gli attributi della serie Ultraman è stato presentato in un concerto al Tokyo Metropolitan Theatre Concert Hall ed è stato venduto a un fortunato spettatore al prezzo di 780.000 yen (6.428 dollari).
In una promozione incrociata con il minimarket in franchising FamilyMart, Ultraman e Alien Baltan sono stati venduti come panini cinesi al vapore disegnati con la loro somiglianza. Questo è stato, tuttavia, venduto a una data limitata, a partire dal 19 gennaio 2016.